# Gyralina pageti
Gyralina pageti is een slakkensoort uit de familie van de Pristilomatidae. De wetenschappelijke naam van de soort is voor het eerst geldig gepubliceerd in 1988 door E. Gittenberger.